# St. Gertrud (München)

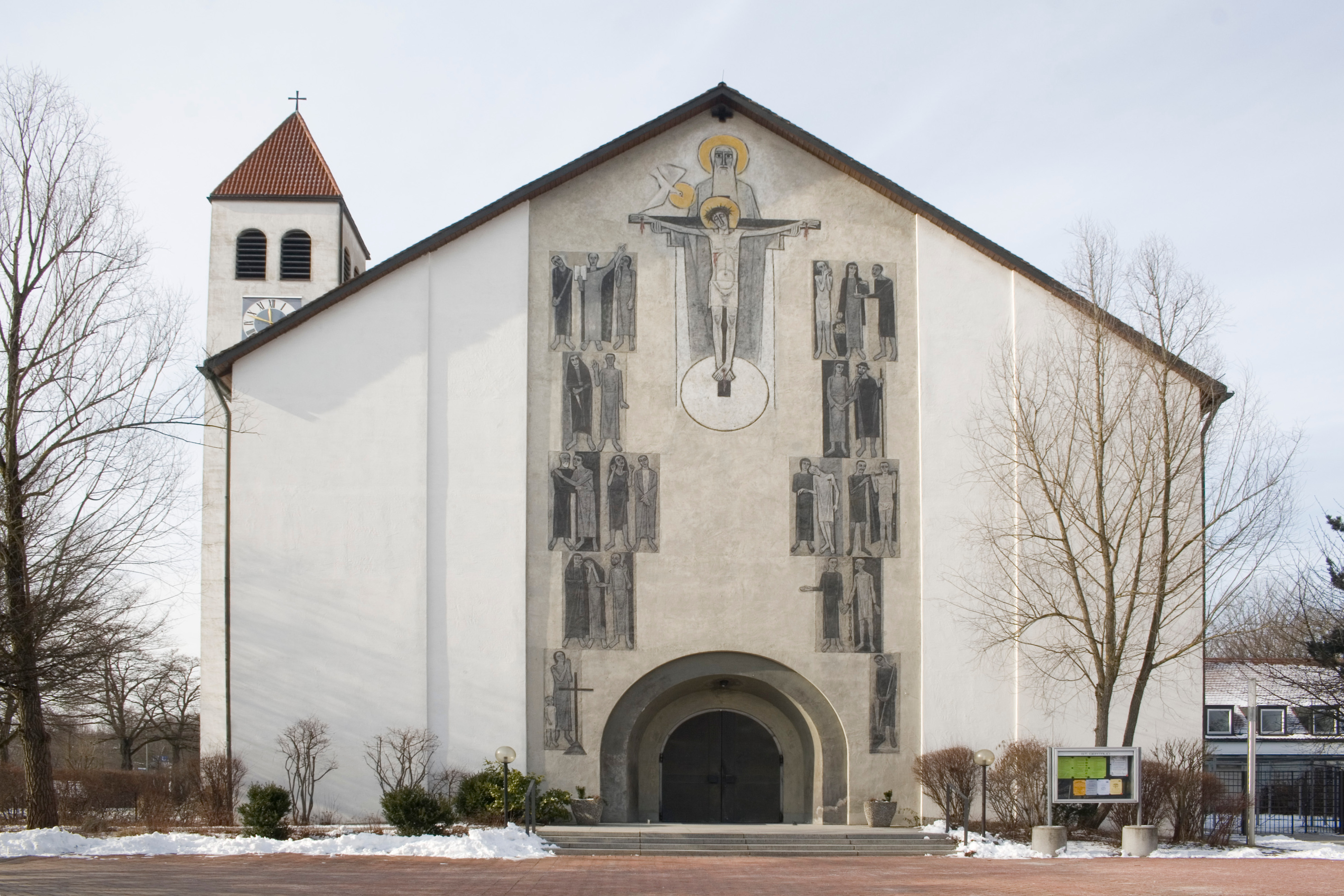
St. Gertrud

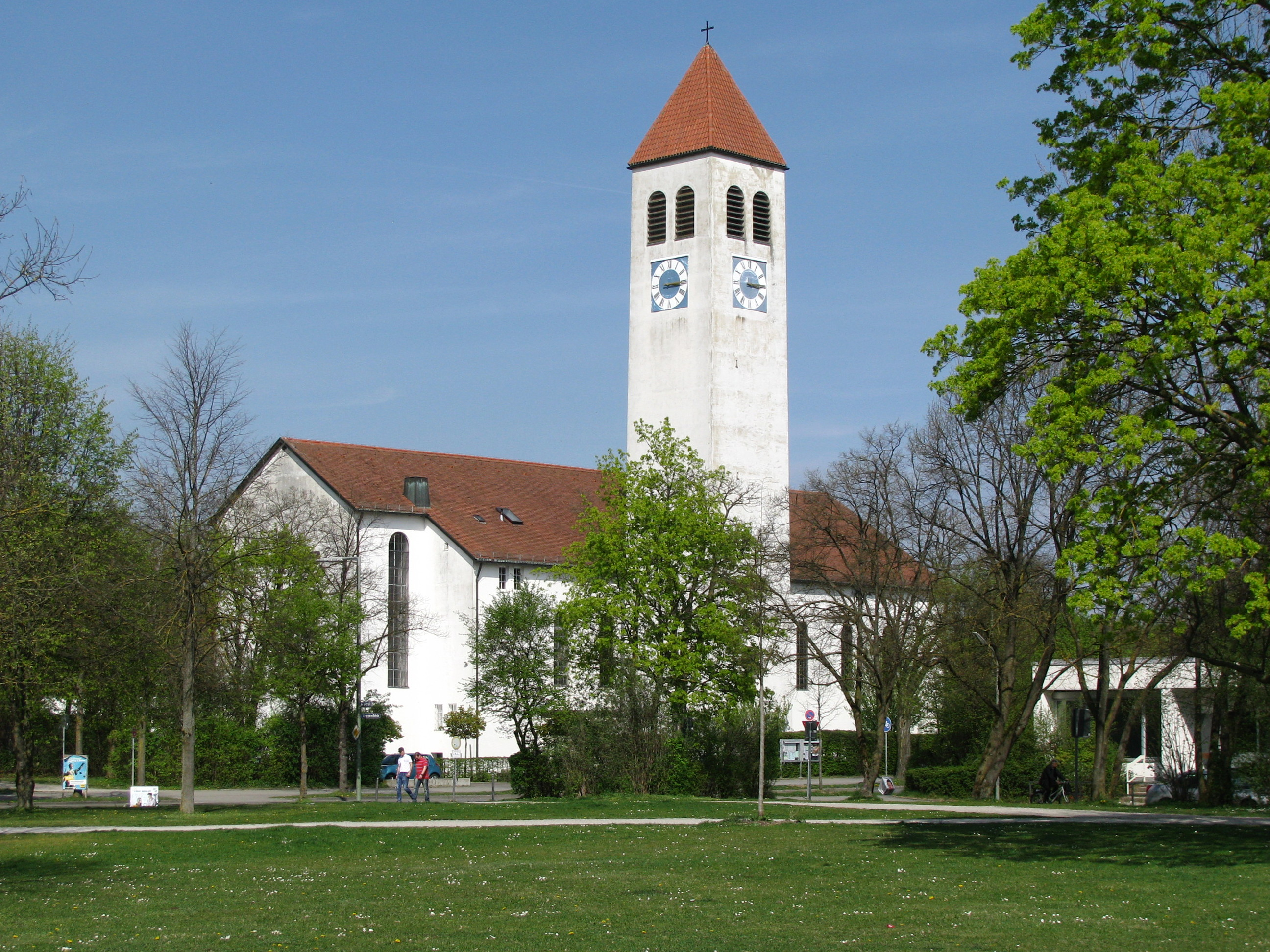
St. Gertrud

St. Gertrud ist eine römisch-katholische Kirche an der Weyprechtstraße 75 am Münchner Harthof, östlich des Harthofangers.
Sie ist ein Ort des Kulturgeschichtspfads München. Patronin der Kirche ist Gertrud von Helfta.

## Geschichte

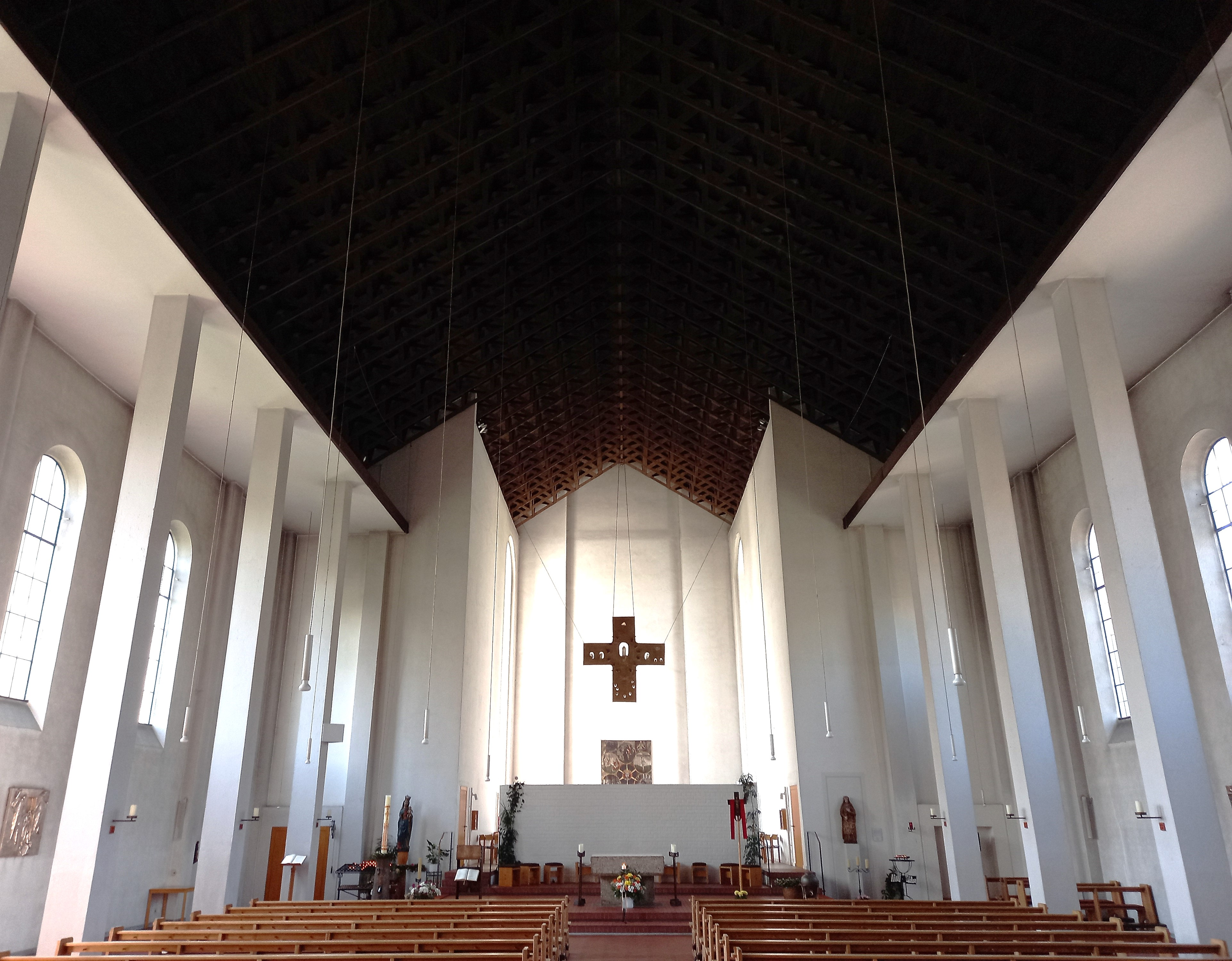
St. Gertrud innen

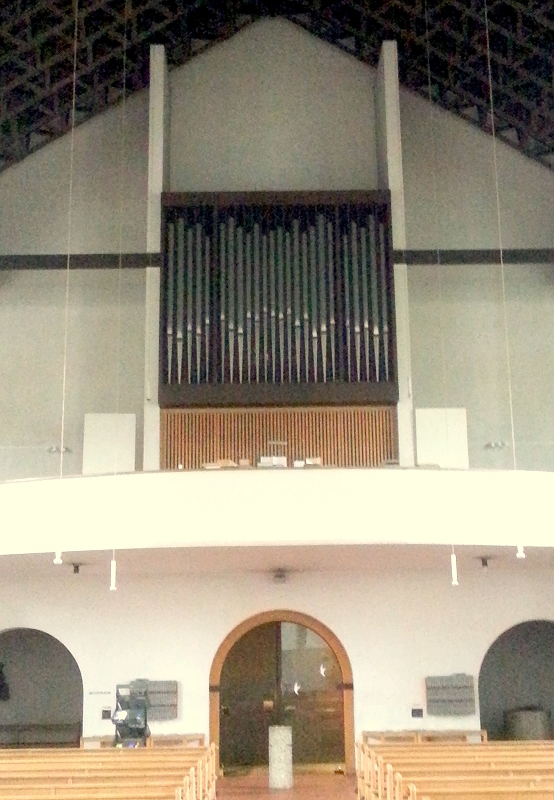
St. Gertrud, Orgel

Nach dem Zweiten Weltkrieg verzeichnete München und damit auch die Gegend am Harthof eine deutliche Zunahme der Einwohnerschaft, in kurzer Zeit stieg sie dort auf über 10.000 Personen an. Damit gab es ausreichend Grund, eine neue Kirche zu errichten. 1956 wurde mit dem Bau begonnen, die Grundsteinlegung erfolgte am Pfingstmontag 1956. Bereits am 11. November des gleichen Jahres konnte die Kirche von Joseph Kardinal Wendel geweiht werden.
1963 wurde die bisherige Kuratie St. Gertrud zur selbständigen Pfarrei erhoben. 1964 entstanden Pfarrzentrum und Pfarrkindergarten.
1978 wurde die Kirche renoviert. Dabei wurde der vordere Altarraum zur Werktagskirche umgestaltet. 
Im September 2000 haben polnische Dominikanerpatres vom Kloster St. Albert in Freimann die Seelsorge in St. Gertrud übernommen.
Eine nahezu baugleiche Kirche befindet sich in Deggendorf (St. Martin).

## Ausstattung
An der Außenfassade über dem Hauptportal befindet sich ein Fresko von Karl Manninger. Es zeigt die „Werke seiner Barmherzigkeit“ zu beiden Seiten einer Dreifaltigkeitsdarstellung in der Art eines Gnadenstuhls. 
Im Innenraum der Kirche fällt ein großes Metallkreuz über dem Zelebrationsaltar auf, das der Künstler J. Dumanski für den Eucharistischen Weltkongresses, der 1960 in München stattfand, geschaffen hatte.
1979 wurde auf der Empore im hinteren Teil der Kirche durch die Manufaktur Gebr. Späth Orgelbau eine neue Orgel mit 26 Registern auf zwei Manualen und Pedal errichtet. Die 1722 Orgelpfeifen sind in einem schlichten rechteckigen Orgelgehäuse untergebracht, der Prospekt zeigt eine unregelmäßige Anordnung von Pfeifen unterschiedlicher Höhe. Dieses Instrument ersetzte eine Kleinorgel op. 2087 der Firma Steinmeyer aus dem Jahr 1964, welche jetzt als Chororgel in St. Joseph erhalten ist.
Ein kleines Orgelpositiv von Steinmeyer aus dem Jahr 1965 (Opus 2111) mit vier Registern (Gedeckt 8', Rohrflöte 4', Prinzipal 2', Scharff 2f 2/3') steht in der Werktagskirche, die im Chor eingerichtet wurde.
Im 40 Meter hohen Kirchturm befindet sich ein vierstimmiges Glockengeläut aus Bronze der Glockengießerei Bachert aus dem Jahr 1958. 
| Glocke | Name        | Durchmesser | Gewicht | Schlagton | Inschrift                                                 |
| ------ | ----------- | ----------- | ------- | --------- | --------------------------------------------------------- |
| 1      | Christkönig | 1517 mm     | 1940 kg | cis′      | KÖNIG DER HERRLICHKEIT / CHRISTE KOMM MIT DEINEM FRIEDEN. |
| 2      | Gertrud     | 1258 mm     | 1102 kg | e′        | ST.GERTRUD DER PATRONIN DER GEMEINDE BIN ICH GEWEIHT      |
| 3      | Maria       | 1123 mm     | 0769 kg | fis′      | IM JAHR 1958 WURDE ICH ZUR HILFE DER CHRISTEN GEGOSSEN    |
| 4      | Josef       | 0943 mm     | 0447 kg | a′        | ST.JOSEF VORBILD DER ARBEITER                             |